# Rougeotiana cessaria
Rougeotiana cessaria är en fjärilsart som beskrevs av Walker 1860. Rougeotiana cessaria ingår i släktet Rougeotiana och familjen mätare. Inga underarter finns listade.